# チキンフライドステーキ
チキンフライドステーキ（英: Chicken fried steak）は、牛肉に小麦粉の衣をまぶして揚げたアメリカ合衆国の料理である。カントリーフライドステーキとも呼ばれる。

## 概要
アメリカ合衆国の南部料理である。名称は作り方がフライドチキンに似ていることからきており、「チキン」という語が入っているが鶏肉は使われない。

## 歴史
正確な起源は不明であるが、19世紀のドイツあるいはオーストリアの移民がウィンナーシュニッツェルのレシピを持ち込んだと考えられている。テキサス州のラメサはチキンフライドステーキ発祥の地であると主張しており、毎年4月に祝賀行事を開催している。
メアリー・ランドルフが1838年に出版した『The Virginia Housewife』には、チキンフライドステーキの作り方と似た仔牛肉のカツレツのレシピが掲載されている。現在、チキンフライドステーキとして知られている物のレシピは、19世紀後半迄に多くの地方の料理本に掲載された。オックスフォード英語辞典では、「chicken fried steak」が最初に書かれたのは1914年6月19日発行のコロラドスプリングスの新聞『ザ・ガゼット』に載ったレストランの広告であるとされる。
1943年のアメリカの料理本に載っているシュニッツェルのレシピには、塩とコショウのクリームグレービーについての記述がある。
1988年、チキンフライステーキはオクラホマ州の食事を構成する多くの人気ある料理の1つとして公式にリストに追加された。

## 変わり種

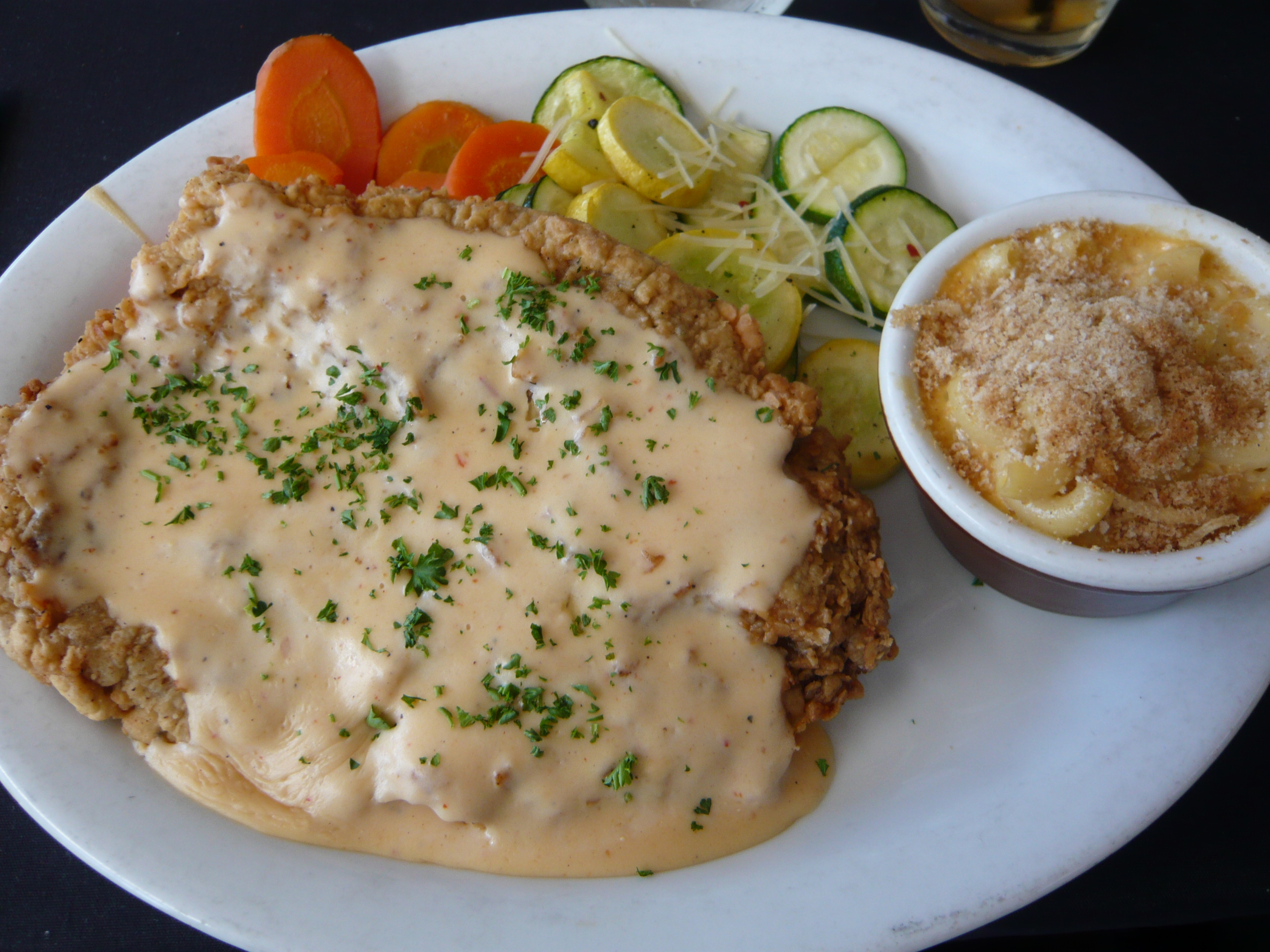
チキンフライドステーキとチポトレクリームグレイビー

テキサス州とその周辺では一般的に、チキンフライドステーキに伝統的なコショウの利いたミルクグレイビーを添えて提供される。
一部の地域的では、チキンフライドステーキはカントリーフライドステーキとして知られている。この名前の場合、牛肉のブイヨンがベースでタマネギ入りの茶色いグレイビーソースを使用したバリエーションが一般的である。